# Armeens Hoogland
Het Armeens Hoogland (Armeens Hajkakan Lernashkhar, Հայկական Լեռնաշխարհ, ook bekend als het Armeens Plateau) is een plateau in de Zuidelijke Kaukasus, dat de Kleine Kaukasus verbindt met de Taurus. De naam "Armeens hoogland" is gebaseerd op het vroegere Koninkrijk Armenië.

## Geografie
Het plateau beslaat een oppervlak van 400.000 km² en heeft een gemiddelde hoogte tussen de 1500 en 2000 meter, met als hoogste punt de Ararat (5.137 meter). Het hoogland bestaat uit een mix van lavaplateaus, sintelkegels en bergketens met daarin steppen en semiwoestijnen. Er is een aantal meren dat zich bevindt in tektonische depressies, zoals het Sevanmeer, Vanmeer en Urmiameer.
Het grootste gedeelte van het Armeens Hoogland ligt in Turkije, in de regio Oost-Anatolië. Verder ligt het hoogland in het noordwesten van Iran, in heel Armenië, Zuid-Georgië en het westen van Azerbeidzjan.

## Geschiedenis
Het Armeens Hoogland wordt ook wel het "epicentrum van de IJzertijd" genoemd, daar er aanwijzingen zijn dat hier rond het einde van het 2e millennium v.Chr. voor het eerst ijzer werd gesmeed. Ook wordt het hoogland vaak gezien als een van de mogelijke locaties van de Hof van Eden.
In de jaren 80 van de 20e eeuw besloot het Turkse ministerie van Onderwijs dat namen die konden verwijzen naar voor-Turkse volkeren uit Anatolië moesten worden geschrapt uit atlassen op Turkse scholen. Derhalve wordt het hoogland in Turkije meestal aangeduid als "Oostelijk Anatolisch hoogland".